# Radnovce
Radnovce (ungarisch Nemesradnót oder kurz Radnót) ist eine Gemeinde in der Süd-Mitte der Slowakei mit 1020 Einwohnern (Stand 31. Dezember 2024), die im Okres Rimavská Sobota, einem Kreis des Banskobystrický kraj, liegt und zur Landschaft Gemer gezählt wird.

## Geographie

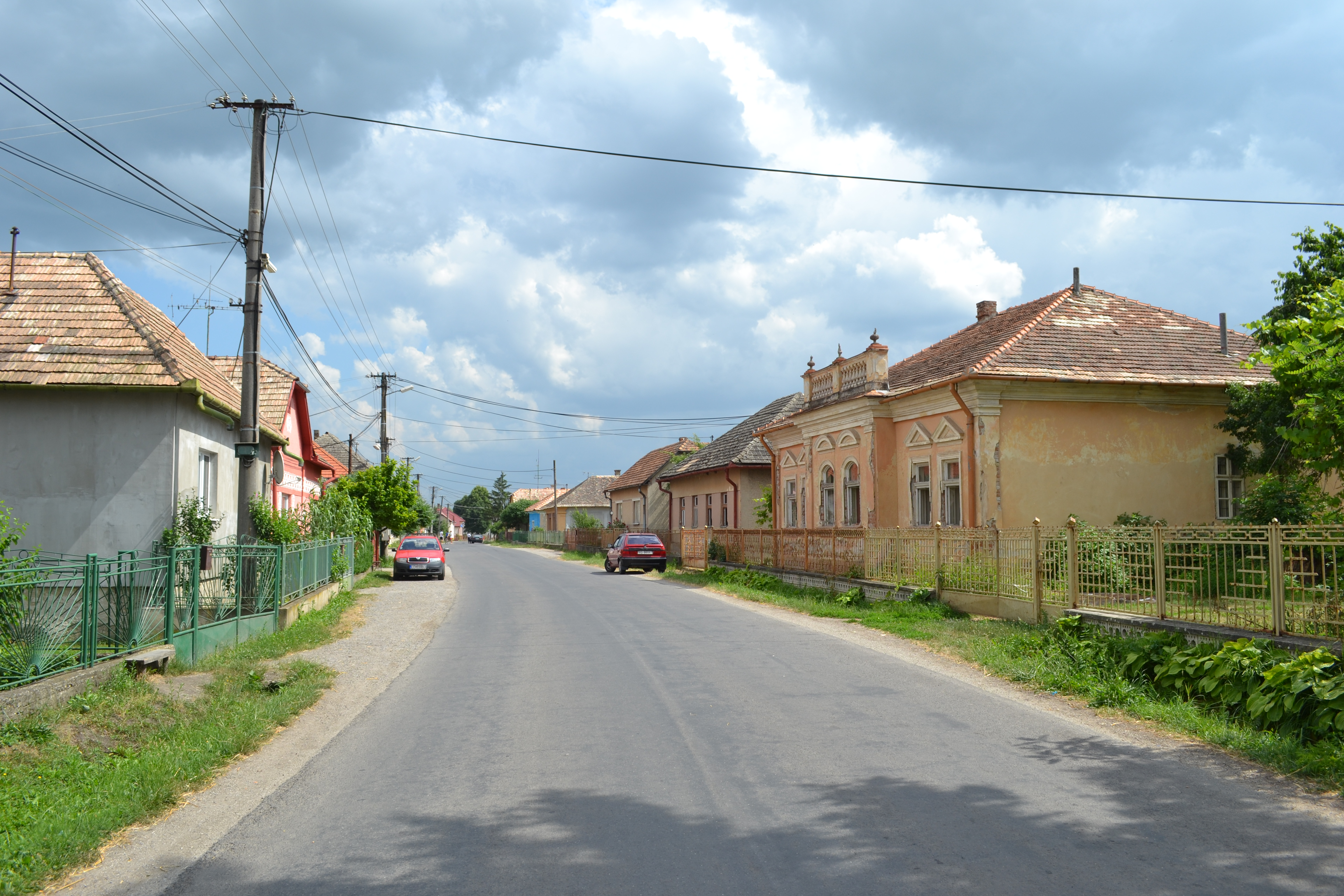
Blick auf die Hauptstraße

Die Gemeinde befindet sich inmitten des Talkessels Rimavská kotlina, einem Teil der größeren Einheit Juhoslovenská kotlina, im weiten Tal des Flüsschens Blh im Einzugsgebiet der Slaná. Das Ortszentrum liegt auf einer Höhe von 170 m n.m. und ist 18 Kilometer von Rimavská Sobota sowie 20 Kilometer von Tornaľa entfernt.
Nachbargemeinden sind Vieska nad Blhom im Norden, Barca im Nordosten, Cakov im Osten und Süden, Orávka und Bottovo im Südwesten sowie Sútor im Westen.

## Geschichte

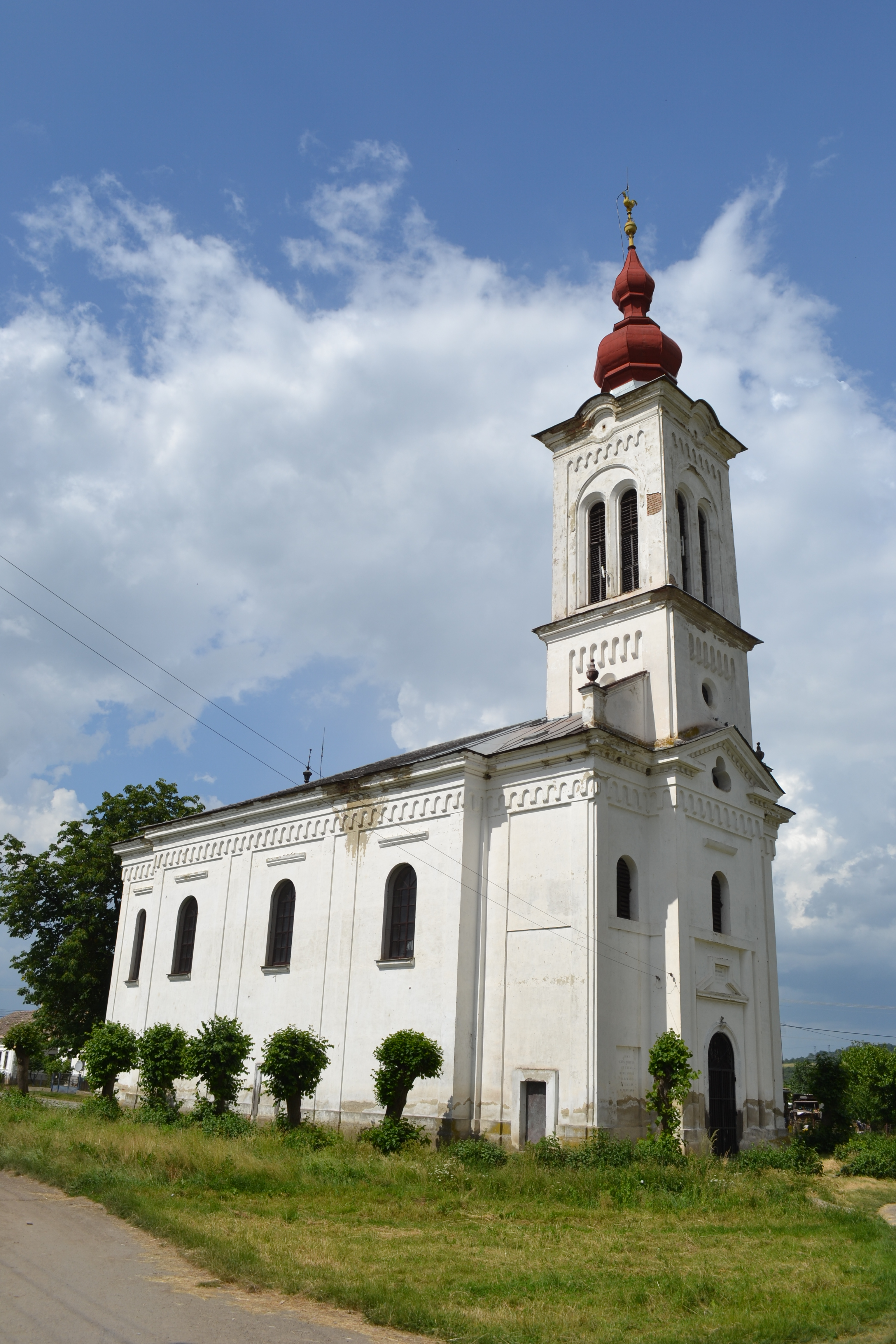
Kalvinistische Kirche im Ort

Radnovce entstand im 13. Jahrhundert auf damaligem Herrschaftsgebiet der königlichen Burg Gemer und wurde zum ersten Mal 1332 als Radnotfalva schriftlich erwähnt. 1427 sind in einem Steuerverzeichnis 20 Porta verzeichnet, im Verlauf des 15. Jahrhunderts war das Dorf Besitz der Geschlechter Bebek und Pölhös. 1828 zählte man 113 Häuser und 922 Einwohner, vorwiegend Edelleute, die als Landwirte beschäftigt waren.
Bis 1918/19 gehörte der im Komitat Gemer und Kleinhont liegende Ort zum Königreich Ungarn und kam danach zur Tschechoslowakei beziehungsweise heute Slowakei. Zwischen 1938 und 1944 lag er aufgrund des Ersten Wiener Schiedsspruches noch einmal in Ungarn.

## Bevölkerung
| Jahr                | 1994 | 2004     | 2014     | 2024     |
| ------------------- | ---- | -------- | -------- | -------- |
| Anzahl der Personen | 585  | 695      | 881      | 1020     |
| Unterschied         |      | +18,80 % | +26,76 % | +15,77 % |

| Jahr                | 2023 | 2024    |
| ------------------- | ---- | ------- |
| Anzahl der Personen | 1034 | 1020    |
| Unterschied         |      | −1,35 % |

Gemäß der Volkszählung 2011 wohnten in Radnovce 825 Einwohner, davon 718 Magyaren, 52 Roma und 20 Slowaken. 35 Einwohner machten keine Angabe zur Ethnie.
412 Einwohner bekannten sich zur römisch-katholischen Kirche, 205 Einwohner zur reformierten Kirche, 20 Einwohner zu den Zeugen Jehovas und zwei Einwohner zur Evangelischen Kirche A. B.; ein Einwohner bekannte sich zu einer anderen Konfession. 138 Einwohner waren konfessionslos und bei 47 Einwohnern wurde die Konfession nicht ermittelt.

## Bauwerke
- kalvinistische (reformierte) Kirche im historisierenden Baustil aus dem Jahr 1875
- Landsitz im klassizistischen Stil aus dem 19. Jahrhundert, heute in schlechtem Zustand

## Verkehr
Durch Radnovce verläuft eine Straße 3. Ordnung, mit Anbindungen an die Straße 1. Ordnung 16 in Bátka und an die Straße 2. Ordnung 571 in Rimavská Seč.